# Estação Lergravsparken
Lergravsparken é uma das estações terminais da linha M2 do metro de Copenhaga, na Dinamarca.